# Кам'янський машинобудівний завод (Росія)
«Кам'янський машинобудівний завод» — машинобудівне підприємство, що знаходиться в м. Кам'нськ-Шахтинський, Ростовська область. Повне найменування «Відкрите акціонерне товариство „Кам'янський машинобудівний завод“».
Входить до складу українського машинобудівного холдингу з виробництва гірничодобувного обладнання НВК «Гірничі машини». Є постачальником гірничошахтного обладнання для вугледобувних підприємств. Розташований у мікрорайоні Заводський Кам'янськ-Шахтинського.

## Історія і діяльність
Підприємство засноване у листопаді 1955 року на базі паровозоремонтного заводу. У 1972 році було прийнято рішення про основну спеціалізацію заводу — випуск механізованих кріплень.
На заводі розроблена програма вдосконалення технології, підвищення ефективності виробництва і якості продукції. Впроваджена у виробництво система якості на базі стандартів ISO 9000.
Завод має власний санаторій-профілакторій, що розташований у парковій зоні міста на березі р. Сіверський Донець.
У 2012 році виникла загроза закриття заводу, але він продовжив роботу.

## Нагороди
- За високі технічні можливості своєї продукції завод у 2000 році став лауреатом конкурсу «100 кращих товарів Росії».
- За виготовлення високотехнологічної та високоякісної продукції в 2001 році завод отримав міжнародний приз у Женеві.
- Нагороджений дипломом Торгово-промислової палати Ростовської області «За успішне впровадження передових технологій» і є переможцем регіонального конкурсу «Кращі товари Дону».